# Brad Loesing
Brad Loesing (Cincinnati, 9 ottobre 1989) è un cestista statunitense con cittadinanza tedesca, professionista in Europa.